# Puhacziwka (hromada Żaszków)
Puhacziwka (ukr. Пугачівка) – wieś na Ukrainie, w obwodzie czerkaskim, w rejonie humańskim, w hromadzie Żaszków. W 2001 liczyła 1226 mieszkańców.